# Edmond Dantès
Pour les articles homonymes, voir Dantès (homonymie).
Edmond Dantès est un personnage de fiction français, héros du roman Le Comte de Monte-Cristo d'Alexandre Dumas.

## Caractéristiques du personnage
Edmond Dantès, jeune marin prometteur, est en passe de réaliser ses objectifs avec la nomination au poste de capitaine du trois-mâts Le Pharaon dont il est le second, et son mariage avec la belle Mercédès, sa fiancée.  Mais son ascension sociale et son mariage suscitent des jalousies. Victime d'une machination par ceux qui l'entourent, il se voit accusé d'être un conspirateur bonapartiste. Arrêté le 24 février 1815, il est jugé de manière expéditive et envoyé comme prisonnier d'État au château d'If. Désespéré jusqu'à songer au suicide, il est enfermé dans une cellule, à dix pas de celle de d'un autre prisonnier, l'abbé Faria qui creuse un tunnel en vue d'une évasion depuis cinq ans. Mais ses calculs sont faux et sa galerie le conduit vers le cachot d'Edmond Dantès. L'abbé se lie d'amitié avec lui et lui confie l'existence d'un trésor caché sur l'île de Monte-Cristo.
Le 28 février 1829, Faria meurt dans sa cellule après une attaque cérébrale foudroyante. Edmond saisit sa chance : il se glisse dans le sac mortuaire du prêtre et est jeté à la mer avec le corps.  Après quatorze années de captivité, Edmond Dantès parvient enfin à s'échapper (il entre en prison à 19 ans, il en sort à 33 ans). Au petit matin, il atteint l'île de Tiboulen où il recueilli à bord d'une tartane, la Jeune-Amélie. Engagé comme marin à bord de ce bateau génois, il fait escale sur l'île de Monte-Cristo où il trouve le trésor.  Grâce à l'abbé Faria, il devient alors le richissime comte de Monte-Cristo et entreprend de se venger de ceux qui l'ont envoyé en prison. Parmi les ennemis du comte se trouve Villefort, le procureur du roi, Danglars, ancien comptable du Pharaon, devenu banquier, et Fernand Mondego, le rival en amour de Dantès, devenu comte de Morcerf et ayant entre-temps épousé Mercédès.

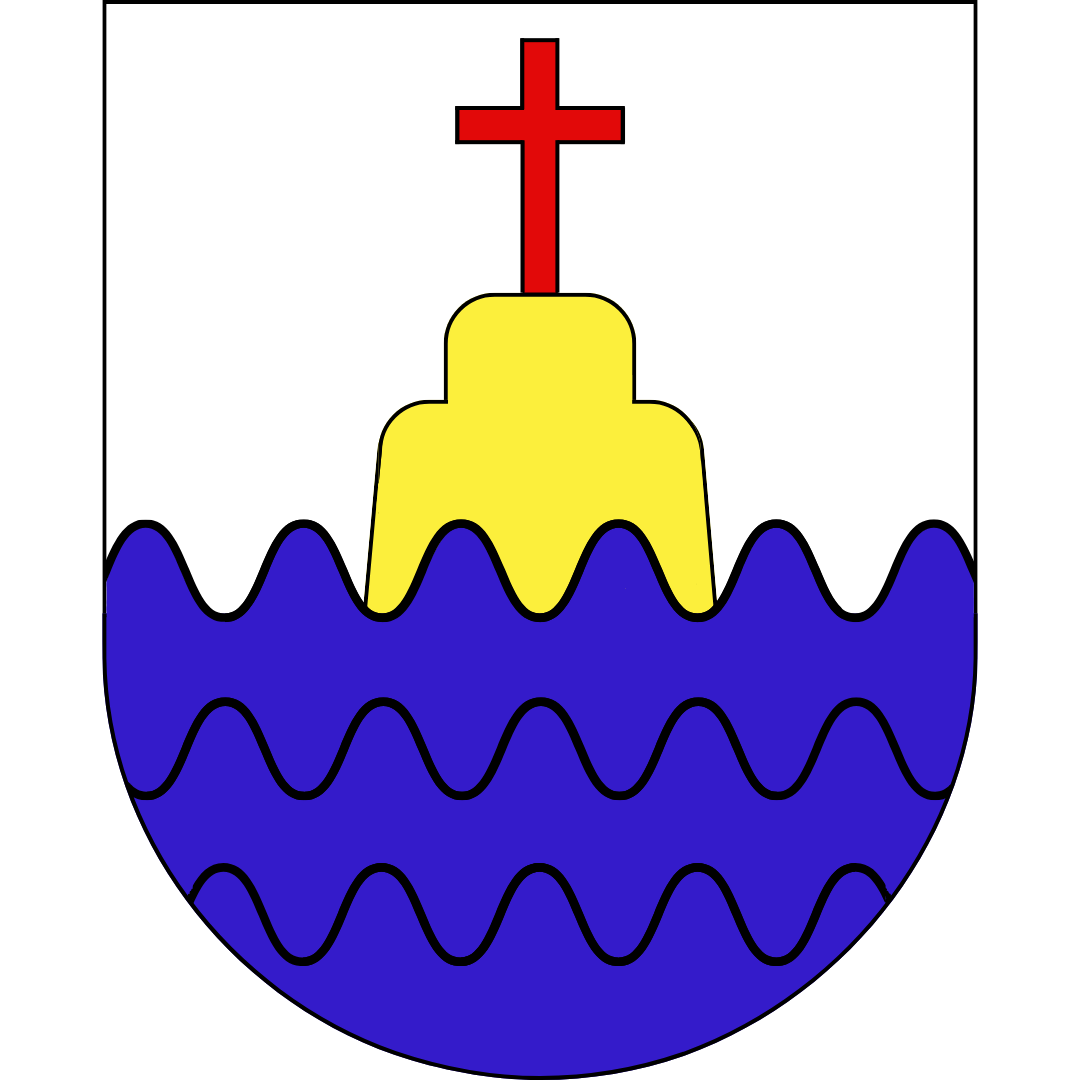
Blason du Comte de Monte-Cristo : d'argent à une montagne d'or sur une mer d'azur, sommée d'une croix de gueules.

Sa décision de revenir sous l'identité du Comte de Monte-Cristo est évidemment un clin d'oeil à l'île d'où il tient sa richesse. Cette dernière lui ayant fourni de quoi prendre un nouveau départ et d'exercer sa vengeance, il décide donc de s'en attribuer le titre. Pour parfaire sa nouvelle identité, il se dote d'un blason, dont voici le blasonnement : "d'argent à la montagne d'or posée sur une mer d'azur et sommée d'une croix de gueules". Là encore son blason se réfère à l'île et à sa richesse : une île perdue au milieu de la mer, qui émerge en forme de mont (Monte), surmontée d'une croix (Cristo, peut-être aussi un hommage à l'abbé Faria). La montagne est d'or, symbolisant sa richesse. On remarquera qu'il s'agit d'armes à enquerre : la montagne d'or sur le fond d'argent viole la règle de contrariété des couleurs. La violation de cette règle sert à pointer l'importance de cette île pour Edmond Dantès. Il se choisit enfin une devise : "Attendre et espérer". Cette devise souligne le fait que pendant toutes ses années de prison, Edmond Dantès n'a cessé d'attendre et d'espérer, et que cela n'aura pas été vain puisque le voilà de nouveau libre et prêt à exercer sa vengeance.
Edmond Dantès met tout en œuvre pour que sa vengeance n'échoue pas. Ainsi, il a examiné le passé de Fernand de Morcerf pour découvrir ses trahisons répétées et racheter Haydée, la fille d'Ali Pacha de Janina. De même, il a enquêté dans le passé de Villefort, en rencontrant sa femme à Pérouse pour l'initier aux connaissances des poisons préparant ainsi les futurs assassinats que cette dernière commettra. Il rencontre également par inadvertance Benedetto, un Corse qui a commis une vendetta contre Villefort et découvre ainsi le passé du procureur.
L'évasion romancée d'Edmond Dantès du château d'If donne lieu à une épreuve de nage en mer de 5 km qui se déroule chaque année à Marseille : le Défi de Monte-Cristo.

## Identités
- Edmond Dantès : fils de Louis Dantès et fiancé de Mercédès, est un jeune marin plein d'avenir. Il reprend son nom pour achever sa vengeance et pour justifier ses actes.

- Numéro 34 : emprisonné à tort dans le château d'If, c'est le numéro de sa cellule qui est utilisé par le nouveau gouverneur pour nommer l'innocent.

- Comte de Monte-Cristo : évadé, devenu puissant car instruit et riche, c'est le titre qu'il se donne pour paraître à nouveau dans le monde.

- Abbé Busoni : l'habit faisant le moine, il se déguise en prêtre italien pour mieux gagner la confiance de chacun.

- Lord Wilmore : personnage supposément anglais, excentrique et généreux, il se déclare l'ennemi juré de Monte-Cristo.

- Simbad le marin : sous le pseudonyme du marin légendaire, il sauve la famille Morrel de la faillite en lui offrant une dot pour leur fille et un navire marchand (basé sur les mêmes plans que celui du Pharaon, le véritable ayant sombré plusieurs mois auparavant).

## Remarques
Le personnage d'Edmond Dantès personnifie le sort de l'innocent injustement châtié qui agit par vengeance.
Il a une « descendance » littéraire sous les plumes de différents auteurs : André Maynotte dans Les Habits noirs (1863-1875) de Paul Féval, Mathias Sandorf (1885) de Jules Verne, Roger Laroque dans Roger la Honte (1886) de Jules Mary, Roland Candiano dans Le Pont des Soupirs (1909) de Michel Zévaco, Chéri-Bibi (1913) de Gaston Leroux ou encore le prince de Mortemine dans Le Grand Soulèvement (2024) de Romain Guérin.
Même si Dantès se venge sans réserve de ceux qui ont causé sa perte, il est également généreux puisqu'il sauve Morrel de la faillite et qu'il permet à la fille de l'ex-Pacha de Janina de se venger. Personnage complexe, il offre à Caderousse un diamant, le mettant ainsi à l'épreuve en testant sa cupidité. Ce dernier, qui raconte avec amertume toute l'histoire du complot à Edmond Dantès métamorphosé en abbé Busoni, est coupable de faiblesse : « Vous laissâtes faire voilà tout... », commente l'abbé. Edmond Dantès agit longtemps avec succès en surhomme justicier, jusqu'à ce que sa vengeance fasse une victime innocente, l'obligeant à reculer et à pardonner au plus coupable de ses trois ennemis : Danglars.
Dans le film V For Vendetta, le protagoniste principal s'en inspire fortement.

## Interprétations

### Cinéma
- 1929 : Jean Angelo dans Monte Cristo
- 1934 : Robert Donat dans Le Comte de Monte-Cristo
- 1943 : Pierre Richard-Willm dans Le Comte de Monte-Cristo
- 1954 : Jean Marais dans Le Comte de Monte-Cristo
- 1954 : Jorge Mistral dans Le Testament de Monte-Cristo (El conde de Montecristo)
- 1961 : Louis Jourdan dans Le Comte de Monte-Cristo
- 1968 : Paul Barge dans Sous le signe de Monte-Cristo
- 2002 : Jim Caviezel dans La Vengeance de Monte-Cristo
- 2024 : Pierre Niney dans Le Comte de Monte-Cristo de Matthieu Delaporte et Alexandre de La Patellière

### Théâtre
- 1987 : Jacques Weber dans le Comte de Monte-Cristo (Edmond Dantès, Comte de Monte-Cristo)

### Télévision
- 1964 : Alan Badel dans The Count of Monte Cristo
- 1966 : Andrea Giordana dans Le Comte de Monte-Cristo
- 1975 : Richard Chamberlain dans Le Comte de Monte-Cristo
- 1979 : Jacques Weber dans Le Comte de Monte-Cristo
- 1998 : Gérard Depardieu dans Le Comte de Monte-Cristo
- 2016 : Craig Horner dans Once Upon a Time (Saison 6, épisode 2)
- 2024 : Sam Claflin dans Le Comte de Monte-Cristo

### Musique
- 2011 : The Mondrians dans (The Rise and Fall of) Edmond Dantes sur l'album To The Happy Few (2011)